# Magnetic Springs
Magnetic Springs és una població dels Estats Units a l'estat d'Ohio. Segons el cens del 2000 tenia 323 habitants.

## Demografia
Segons el cens del 2000, Magnetic Springs tenia 323 habitants, 120 habitatges, i 80 famílies. La densitat de població era de 519,6 habitants per km².
Dels 120 habitatges en un 36,7% hi vivien nens de menys de 18 anys, en un 50,8% hi vivien parelles casades, en un 9,2% dones solteres, i en un 33,3% no eren unitats familiars. En el 28,3% dels habitatges hi vivien persones soles el 8,3% de les quals corresponia a persones de 65 anys o més que vivien soles. El nombre mitjà de persones vivint en cada habitatge era de 2,69 i el nombre mitjà de persones que vivien en cada família era de 3,3.
Per edats la població es repartia de la següent manera: un 29,4% tenia menys de 18 anys, un 12,4% entre 18 i 24, un 30,7% entre 25 i 44, un 19,2% de 45 a 60 i un 8,4% 65 anys o més.
L'edat mediana era de 32 anys. Per cada 100 dones de 18 o més anys hi havia 107,3 homes.
La renda mediana per habitatge era de 40.208 $ i la renda mediana per família de 38.750 $. Els homes tenien una renda mediana de 35.000 $ mentre que les dones 22.500 $. La renda per capita de la població era de 14.821 $. Aproximadament el 7% de les famílies i el 6% de la població estaven per davall del llindar de pobresa.

## Poblacions més properes
El següent diagrama mostra les poblacions més properes.